# Louis Calaferte
 (février 2018).
Si vous disposez d'ouvrages ou d'articles de référence ou si vous connaissez des sites web de qualité traitant du thème abordé ici, merci de compléter l'article en donnant les références utiles à sa vérifiabilité et en les liant à la section « Notes et références ».
Louis Calaferte, né le 14 juillet 1928 à Turin et mort le 2 mai 1994 à Dijon, est un écrivain français. L'ensemble de son œuvre est composé de récits, de pièces de théâtre, de carnets et, en filigrane continu, de poésie.

## Biographie
Louis Calaferte, fils d'un père immigré italien, maçon, et d'une mère stéphanoise, couturière à domicile, passe son enfance, à la fin de laquelle son père meurt de tuberculose, et son adolescence qui correspond aux années de guerre 1939-1945, entre Lyon et la Haute-Loire.
Après l'obtention du certificat d'études, et dans le contexte de l'Occupation, il travaille tour à tour comme garçon de courses, manutentionnaire dans une entreprise textile, manœuvre dans une usine de piles électriques, puis apprenti dessinateur dans un cabinet de dessins sur soierie. À cette époque, par le biais de ses lectures de revues théâtrales puis, un peu plus tard, l'écoute de retransmissions radiophoniques, il découvre le théâtre et s'essaie très tôt à l'écriture de nombreuses pièces.
En janvier 1947, il quitte Lyon pour Paris, espérant devenir comédien. S'ensuivent quatre années de misère et de doute pendant lesquelles il continue néanmoins d'écrire. Des rencontres décisives ont lieu : en 1949, avec Guy Rapp, comédien et metteur en scène, qui lui apportera son amitié et l'encouragera à écrire ; en 1950, avec Guillemette, qui partagera sa vie ; avec Joseph Kessel, à qui il soumet, en 1951, le manuscrit de Requiem des innocents. Ce « père en littérature », lui prodigue ses conseils, et après l'avoir fait retravailler, le présente à l'éditeur René Julliard. Le manuscrit, aussitôt accepté, est publié en 1952, suivi en 1953, de Partage des vivants, qui connaît un réel succès critique.
En 1956, il s'installe, avec Guillemette, à Mornant, dans les Monts du Lyonnais, et y écrit Septentrion,,.
L'été 1962, il en achève l'écriture six semaines après la disparition de René Julliard qui attendait impatiemment ce manuscrit en vue de sa publication.
Le Cercle du livre précieux (Claude Tchou) en assurera l'édition, en 1963, le proposant en souscription privée, avant même que ne tombent deux interdictions – de vitrine et de vente en librairie – émanant du ministère de la Santé, puis du ministère de l'Intérieur. Il faudra alors vingt ans pour que, sous l'égide de Gérard Bourgadier, le livre soit enfin édité aux Éditions Denoël.
Dans ce récit largement autobiographique, Calaferte relate à la première personne les errances d'un apprenti écrivain, ses premières lectures clandestines au cours de son travail d'ouvrier, et ses rencontres avec les femmes, dont la plus importante, dans le récit, est sans conteste Nora la Hollandaise, figure de l'émancipation féminine et de la réussite sociale. Ce livre subversif est un hymne au désir créateur et à la liberté de l'artiste, dans un contexte social à la fois rigide et fluctuant, celui de l'Après-Guerre.
De 1957 à 1972  – année où le couple quitte Mornant pour Lyon – Louis Calaferte collabore à la Radiodiffusion-télévision française, puis à l'ORTF, au titre de producteur-animateur.
Dans le même temps, il continue de publier chez Denoël, de façon très régulière, des récits à l'atmosphère intimiste – parfois onirique – quelquefois liés au monde de l'enfance. Ainsi que des recueils de poésie, chez différents éditeurs. En 1980, avec la protection bienveillante de Georges Piroué, commencera la parution des Carnets (1956-1977).
L'ensemble de ces notes, prises sur près de quarante années, nous offre le témoignage unique de la vie d'un écrivain volontairement en marge, en même temps que celui d'un créateur en proie à l'angoisse et à la maladie, adorateur de Dieu, des femmes et de la nature. Ils nous renseignent également sur l'autre facette artistique de l'écrivain, passionné de peinture, et sur ses goûts littéraires, qui vont de Stendhal, Paul Léautaud et Marcel Jouhandeau, aux moralistes français, à Franz Kafka et tant d'autres encore.
Auteur dramatique jusqu'alors inconnu, Calaferte rencontre Jean-Pierre Miquel, directeur artistique du Théâtre national de l’Odéon, qui met en scène Chez les Titch, en 1973 – un réel compagnonnage créatif, ensuivi d'une amitié sincère, les amènera, l'un et l'autre, à une riche expérience théâtrale – et, un peu plus tard, les comédiens Sylvie Favre et Victor Viala, qui créeront et joueront aussi bien le théâtre intimiste que baroque.
Usant d'une tonalité comique très personnelle, Louis Calaferte exploite souvent dans ses pièces le thème de la relation familiale. Selon le metteur en scène Patrick Pelloquet, directeur de 1991 à 2020 du Théâtre régional des Pays de la Loire : « ...les personnages de Louis Calaferte sont davantage des stéréotypes de comportements que des personnages au sens restrictif du terme, évoluant dans un décor en huis clos ».
Guillemette et Louis Calaferte acquièrent une petite maison en Bourgogne, et s'installent dans le village de Blaisy-Bas, en 1982.
En 1988, Louis Calaferte « suit » Gérard Bourgadier quand ce dernier crée L'Arpenteur – Memento mori, inaugure cette nouvelle unité éditoriale Gallimard. Ce denier accompagnera l'auteur jusqu'à la publication du seizième et dernier tome de ses Carnets.
C'est un peu plus tard que le livre d'artiste Danse Découpage – dans lequel Philippe Cognée s'approprie la poésie de Calaferte – initié par Tarabuste éditeurs, semble être à l'origine de la publication intégrale de cette veine, largement ignorée jusqu'alors, travail éditorial de près d'une vingtaine d'années.
Publié en 1992, le livre sur le désir féminin, La Mécanique des femmes, est mis en scène au théâtre, puis mis en images par Jérôme de Missolz en 2000, et reçoit, sous cette forme (La Mécanique des femmes), un accueil très mitigé.
Pourtant, cela reste une des neuf Merveilles de folio en 2017, et, republié sous quatre couvertures différentes, son succès en littérature ne se dément pas depuis vingt-cinq ans.
Quelques années auparavant, en 1987, Sotha, José Pinheiro et Louis Calaferte, ont signé un premier film, Mon bel amour, ma déchirure.
De 1993 à 1999, les Éditions Hesse publient le Théâtre complet de Louis Calaferte.
Durablement marqué par ses souvenirs d'enfance liés à la Guerre, à l'Occupation et à la Libération, il en donne son récit en 1993 dans C'est la guerre, ouvrage publié six mois avant sa disparition, le 2 mai 1994, à Dijon.
L'inhumation a lieu au cimetière de Blaisy-Bas, où lui sera présenté, dernier hommage, un livre d'artistes, Nativité, sur lequel travaillait Tarabuste éditeurs.
Comme le souhaitait Louis Calaferte, l'ensemble de ses manuscrits et de ses archives littéraires a été confié à la Bibliothèque municipale de Lyon.
Parallèlement à l'écriture, Louis Calaferte a consacré un large temps à une œuvre graphique très en relation avec son univers, parfois empreinte de poésie, mais aussi faite d'« essais », de fulgurances, de réminiscences... Il entretint une relation très suivie – le rencontrant souvent dans son atelier –  avec le peintre Jacques Truphémus, qui illustra plusieurs de ses livres.
Régulièrement exposés de son vivant, ses dessins, peintures glycérophtaliques, objets poétiques, collages font maintenant partie des collections de l'Association S.Ca.r.a.b.é.e, les amis de Louis Calaferte, longtemps présidée par son épouse Guillemette – elle a permis et contribué à la parution des écrits inédits de l'écrivain (récits et poésie) et des volumes restants du Théâtre complet et des Carnets (Le Jardin fermé (1994), tome XVI et dernier, est paru en 2010).
Guillemette Calaferte s'est éteinte le 28 juillet 2022, à l'âge de quatre vingt-dix ans.
Elle repose désormais aux côtés de son époux sous l'épitaphe suivante :

« Ci-gît Louis Calaferte en ce lieu,
qui n’aima que G., l'art et Dieu. »

## Citations
- « Au commencement était le Sexe. Sauveur. Chargé d'immortalité. Il y a la Bête. Héroïque. Puissante. Et au-delà de la Bête il n'y a rien. Rien sinon Dieu Lui-même. Magnifique et pesant. Avec son œil de glace. Rond. Statique. Démesurément profond. Fixe jusqu'à l'hypnose. Tragique regard d'oiseau. Allumé et cruel. Impénétrable de détachement. Rivé sur l'infini d’où tout arrive. »
- « Les livres me donnaient confiance. Sentiment assez indéfinissable. Ils représentaient une force sûre, un secours permanent. Toujours réceptif, un livre ! A la première lecture on a laissé une marque à telle ou telle page, le coin plié, c’est le passage qui répondait à une préoccupation, à un doute. Le dialogue est ininterrompu. D’autant plus vaste qu’on y ajoute tout ce qu’on veut. L’auteur n’a fait que poser les jalons indispensables. A vous de faire la tournée d’inspection.»

Septentrion, Cercle du Livre Précieux, (1963), Denoël (1983), Gallimard Folio (1990)
- « Elle avait un cou de cygne, des yeux de chatte, un regard d'aigle, une taille de guêpe, des jambes de gazelle, un tempérament de lion, un caractère de chien. Pourtant ce n'était qu'une femme. »
- « Les révoltants dessous organiques de la beauté. »
- « J'écris pour ne pas me tuer. »

Paraphe, Denoël, (1973), Arléa, (2011)
- « Ou le siècle à venir sera celui du refus, ou il ne sera qu'espace carcéral. »

Droit de cité, Manya, (1992), Gallimard Folio (1995)
- « Amertume : vice de vieillard. » ; « État : gangstérisme officialisé. » ; « Moderne : future vieillerie. » ; « Poésie : musique intime » ; « Xénophobie : démangeaison des prolétaires et des commerçants. »

Petit dictionnaire à manivelle, L’Œil de la lettre, (1993)

## Sur quelques ouvrages

### Requiem des innocents
Le récit autobiographique relate la « malvie » d'un enfant de 10-14 ans dans une zone de la banlieue (lyonnaise) : cabanes, terrain vague, sous-nutrition, alcoolisme, larcins, poux, violences, sexualité, « embrigadement scolaire » de jeunes « loups affamés » de vie. Les personnages jeunes (Calaferte, Schborn, Julius Lédernacht, Lubresco, Lucien, Blaise, Victor, Debrer, Emmy...) et les adultes (dont les parents (globalement ravagés par la misère), et les enseignants (Delbos, Loucheur Glosse, Lobe...) sont dans la lignée de Jules Vallès et de Christiane Rochefort, qui essaient de ne pas être seulement des innocents, des  « déchets », des « sous-hommes ».

## Publications

### Essais
- La Vie parallèle, éd. Denoël collection Documents actualité, (1974)
- Les Sables du temps, éd. Le Tout sur le tout, (1988)  (ISBN 2865220281)
- Droit de cité, éd. Manya, (1992)  (ISBN 2878960580) ; Gallimard, coll. « Folio » no 2670, (1994)  (ISBN 207038702X)
- L'Homme vivant, éd. Gallimard collection L'Arpenteur, (1994)  (ISBN 2070740021)
- Perspectives, illustrations de l'auteur, éditeur Hesse, (1995)  (ISBN 295040619X)
- Art-Signal, éditeur Hesse, (1996) (ISBN 9782911272042)

### Carnets
- Le Chemin de Sion (1956-1967), Carnets I, éd. Denoël, (1980)  (ISBN 2207226239)
- L'Or et le plomb (1968-1973), Carnets II, éd. Denoël, (1981)  (ISBN 2207227685)
- Lignes intérieures (1974-1977), Carnets III, éd. Denoël, (1985)  (ISBN 2207231232)
- Le Spectateur immobile (1978-1979), Carnets IV, éd. Gallimard, coll. « L'Arpenteur », (1990) (ISBN 2070780244)
- Miroir de Janus (1980-1981), Carnets V,  éd. Gallimard coll. « L'Arpenteur », (1993) (ISBN 2070736318)
- Rapports (1982), Carnets VI, éd. Gallimard, coll. « L'Arpenteur », (1996)  (ISBN 2070743934)
- Étapes (1983), Carnets VII, éd. Gallimard, coll. « L'Arpenteur », (1997)  (ISBN 2070750221)
- Trajectoires (1984), Carnets VIII, éd. Gallimard, coll. « L'Arpenteur », (1999) (ISBN 9782070755615)
- Écriture (1985-1986), Carnets IX, éd. Gallimard, coll. « L'Arpenteur », (2001)  (ISBN 2070763633)
- Bilan (1987-1988), Carnets X, éd. Gallimard, coll. « L'Arpenteur », (2003)  (ISBN 2070767787)
- Circonstances (1989), Carnets XI, éd. Gallimard, coll. « L'Arpenteur », (2005)  (ISBN 2070772691)
- Traversée (1990), Carnets XII, éd. Gallimard, coll. « L'Arpenteur », (2006)  (ISBN 2070776883)
- Situation (1991), Carnets XIII, éd. Gallimard, coll. « L'Arpenteur », (2007)  (ISBN 9782070783144)
- Direction (1992), Carnets XIV, éd. Gallimard, coll. « L'Arpenteur », (2008) (ISBN 978-2-07-011960-8)
- Dimensions (1993), Carnets XV, éd. Gallimard, coll. « L'Arpenteur », (2009) (ISBN 9782070125562)
- Le Jardin fermé (1994), Carnets XVI, éd. Gallimard, coll. « L'Arpenteur », (2010)  (ISBN 9782070128969)

### Théâtre
- Théâtre complet (en 6 vol.), éd. : Hesse (1993-1999)
  - Pièces intimistes (Trafic ; Chez les Titch ; Les miettes ; Mo ; Tu as bien fait de venir, Paul ; L’entonnoir ; Les derniers devoirs ; L’aquarium),  (ISBN 2950406157)
  - Pièces baroques I (Mégaphonie ; Les mandibules ; L’amour des mots ; Opéra Bleu ; Le Roi Victor),  (ISBN 2950406165)
  - Pièces baroques II (La bataille de Waterloo ; Aux armes, citoyens ! ; Le serment d'Hippocrate ; Une souris grise ; Un Riche, trois Pauvres ; Les oiseaux),  (ISBN 2950406173)
  - Pièces baroques III (Black out ; Les veufs ; Clap ; Le délinquant),  (ISBN 2911272021)
  - Clotilde du Nord,  (ISBN 2911272161)
  - La Mort du Prince ; Créon,  (ISBN 2911272277)

### Poésie
- Rag-time, éd. : Denoël collection Romans français, (1972)  (ISBN 2207217248)
- Paraphe, éd. : Denoël collection Romans français, (1973)  (ISBN 2207220524) ; Arléa, collection Arléa-Poche n°174 (2011)  (ISBN 9782869599345)
- Londoniennes, éd. : Le Tout sur le Tout, (1985)  (ISBN 2865220184)
- Décalcomanies, éd. : Grande Nature, Vercheny, (1987)  (ISBN 2905632054)
- A.B.C.D.Enfantines, avec les illustrations de Jacques Truphémus, éd. : Bellefontaine, Lausanne, (1987)
- Haïkaï du jardin, éd. : Gallimard collection L'Arpenteur, (1991)  (ISBN 2070780392)
- Fruits, Illustré par l’auteur (série Fruits, 1992), éd. : Hesse, (1992)
- Les Métamorphoses du révolver, éd. : Vestige, St-Montan, (1993)
- Ouroboros, éd. : Tarabuste, (1995)   (ISBN 2908138166)
- Non-lieu, éd. : Tarabuste, (1996)  (ISBN 2908138336)
- Pile ou face, éd. : Tarabuste, (1996)  (ISBN 2908138344)
- Fac-similé, éd. : Tarabuste, (1997)  (ISBN 2908138700)
- Terre céleste, éd. : Tarabuste, (1999)  (ISBN 2908138980)
- Imagerie, magie. Collages littéraires, éd. : Mollat & Tarabuste, (2000)  (ISBN 2909351637)
- Pasiphaé, éd. : Tarabuste, (2006)  (ISBN 2845871171)
- G. - Isthme de mon amour, éd. : Tarabuste collection Chemins fertiles, (2006)  (ISBN 978-2-84587-250-9)

### Livres d’artiste
- Télégrammes de nuit, L. Calaferte ; Catherine Seghers, éd. La Marge & Tarabuste, Blois, (1988)
- Danse découpage, L. Calaferte ; Philippe Cognée, éd. Tarabuste collection Linguales n°5, (1988)
- Nativité,  L. Calaferte ; Lise-Marie Brochen ; Christine Crozat ; Claire Lesteven ; Frédérique Lucien ; Kate Van Houten ; Marie-Laure Viale, éd. Tarabuste (1994)
- Ouroboros, L. Calaferte ; Philippe Cognée ; Erik Dietman ; Bernadette Genée & Alain Le Borgne ; Jean-Louis Gerbaud ; Paul-Armand Gette ; Kate van Houten ; Jean-Luc Parant ; Françoise Quardon ; Ian Tyson ; Carmelo Zagari, éd. Tarabuste (1998-2005)
- L'Évangile métropolitain, L. Calaferte ; François Bouillon ; Philippe Cognée ; Jeanne Gatard ; Fabrice Hyber ; Gilles Marrey ; Nils-Udo ; James Rielly ; Jean-Jacques Rullier ; Didier Trenet ; Matthew Tyson ; Claude Viallat ; Mâkhi Xenakis, éd. Tarabuste (2011)

### Entretiens, correspondance
- Une Vie, une déflagration, entretiens avec Patrick Amine, éd. Denoël, (1985)  (ISBN 2207231240)
- L’Aventure intérieure, entretiens avec Jean-Pierre Pauty, éd. René Julliard, (1994)  (ISBN 2260012353)
- Choses dites, entretiens et choix de textes, éd. Le Cherche Midi, (1997)  (ISBN 2862745030)
- Louis Calaferte/Georges Piroué, correspondance 1969-1993, éd. Hesse, (2001)  (ISBN 2911272382)

## Récompenses
- Prix international Ibsen pour la pièce Les Miettes (1978)
- Prix Lugné Poe (1979)
- Grand Prix de littérature dramatique de la Ville de Paris pour l'ensemble de son œuvre théâtrale (1984)
- Prix de la nouvelle de l'Académie Française (1987) pour Promenade dans un parc
- Grand prix national des Lettres (1992)

### Vidéo
- Le Balcon, Louis Calaferte, entretien réalisé à l'occasion de la sortie de son essai Droit de cité, réalisation Marie Paule Veysseyre, producteur Claude Jaget, 1992, 6 minutes 55, voir en ligne.

### Adaptation
- La Mécanique des femmes de Jérôme de Missolz sur une musique de Jean-François Pauvros, 2000